# Луцій Волкацій Тулл (консул 33 року до н. е.)
Луцій Волкацій Тулл (лат. Lucius Volcatius Tullus; близько 85 до н. е. — після 26 до н. е.) — політичний та військовий діяч часів занепаду Римської республіки, консул 33 року до н. е.

## Життєпис
Походив з плебейського роду Волкаціїв. Син Луція Волкація Тулла, консула 66 року до н. е. Про молоді роки замало відомостей. 
У 50-х роках до н. е. став квестором та еділом, втім, коли саме, достеменно невідомо. З початком громадянської війни у 49 році до н. е. між Гаєм Юлієм Цезарем та Гнеєм Помпеєм Великим підтримав першого. У 46 році до н. е. обрано міським претором. У 45—44 році у ранзі пропретора керував провінцією Кілікія. На цій посаді не надав допомоги наміснику Сирії Гаю Антістію Вету, який намагався придушити повстання Квінта Цецилія Басса.
Після вбивства Цезаря через деякий час Волкацій перейшов на бік Октавіана Августа. У 33 році до н. е. разом з останнім його обрано консулом. На своїй посаді перебував до 1 травня, коли був змінений консулом-суфектом Гаєм Фонтеєм Капітоном
Сприяв здобуттю підтримки Октавіана з боку римського сенату. Після остаточної перемоги над Марком Антонієм у 28 або 27 році до н. е. його призначено проконсулом до провінції Азія, якою керував до 26 року до н. е. Подальша доля невідома.